# 魯迪·加西亞
魯迪·加西亞（法語：Rudi Garcia，法語發音：[ʁydi gaʁsja]，西班牙語發音：[ˈruði ɣaɾˈθi.a]，1964年2月20日—）是法國前足球運動員，退役後擔任領隊，曾執教羅馬、馬賽、里昂、艾納斯等球隊。

## 執教生涯

### 艾納斯
2023年4月13日，艾納斯宣布與加西亞在雙方同意下離開球會。

### 拿坡里
2023年6月15日，加西亞接替己辭職的盧斯安奴·史巴列堤成為拿坡里的新領隊。

## 執教生涯榮譽
里爾
- 法國足球甲級聯賽冠軍 : 2010-11
- 法國盃冠軍 : 2010-11[4]

### 個人
- 法甲年度最佳領隊 : 2010-11

## 外部連結
- worldfootball.net：魯迪·加西亞之統計數據 （英文）